# سرای زهدی
بنای سرای زهدی مربوط به دوره صفوی است و در نیشابور، راسته بازار واقع شده و این اثر در تاریخ ۱۰ دی ۱۳۸۱ با شمارهٔ ثبت ۶۷۴۰ به‌عنوان یکی از آثار ملی ایران به ثبت رسیده است.